# جانکارلو فیزیکلا
جانکارلو فیزیکلا (ایتالیایی: Giancarlo Fisichella؛ زاده ۱۴ ژانویهٔ ۱۹۷۳) یک راننده فرمول یک اهل ایتالیا است.